# Гимн Арубы
Aruba Dushi Tera — гимн Арубы. Авторами гимна являются Хуан Чабая Паду Лампе (слова) и Руфо Вефер (музыка). Слова гимна написаны на языке папьяменто.

## История
Гимн Арубы, а также её флаг были приняты для усиления национального самосознания 18 марта 1976 года.